# Sacé
Sacé – miejscowość i gmina we Francji, w regionie Kraj Loary, w departamencie Mayenne.
Według danych na rok 1990 gminę zamieszkiwało 318 osób, a gęstość zaludnienia wynosiła 26 osób/km² (wśród 1504 gmin Kraju Loary Sacé plasuje się na 972. miejscu pod względem liczby ludności, natomiast pod względem powierzchni na miejscu 908.).